# Australoheros macaensis
Australoheros macaensis är en fiskart som beskrevs av Ottoni och Costa 2008. Australoheros macaensis ingår i släktet Australoheros och familjen Cichlidae. Inga underarter finns listade.